# Pseudaegerita matsushimae
Pseudaegerita matsushimae är en svampart som beskrevs av Abdullah & J. Webster 1983. Pseudaegerita matsushimae ingår i släktet Pseudaegerita och familjen Hyaloscyphaceae.   Inga underarter finns listade i Catalogue of Life.